# Цигенрик
Цигенрик (њем. Ziegenrück) град је у њемачкој савезној држави Тирингија. Једно је од 76 општинских средишта округа Зале-Орла. Према процјени из 2010. у граду је живјело 722 становника. Посједује регионалну шифру (AGS) 16075127.

## Географски и демографски подаци
Цигенрик се налази у савезној држави Тирингија у округу Зале-Орла. Град се налази на надморској висини од 318 метара. Површина општине износи 8,2 km². У самом граду је, према процјени из 2010. године, живјело 722 становника. Просјечна густина становништва износи 88 становника/km².